# Мар'євка (Каменська сільська рада)
Ма́р'євка (рос. Марьевка) — село у складі Сакмарського району Оренбурзької області, Росія.

## Населення
Населення — 58 осіб (2010; 63 у 2002).
Національний склад (станом на 2002 рік):
- росіяни — 65 %
- казахи — 32 %